# Regen (Frenna)
Regen is een single van de Nederlandse rapper Frenna met de band BLØF uit 2018. Het stond in hetzelfde jaar als zevende track op het album Francis van Frenna.

## Achtergrond
Regen is geschreven door Paskal Jakobsen, Peter Slager, Memru Renjaan, Carlos Vrolijk en Francis Edusei en geproduceerd door Project Money. Het is een bewerking van het nummer Harder dan ik hebben kan. Het lied bestaat uit rapgedeeltes van Frenna en het refrein van het eerder benoemde lied. Het lied werd uitgebracht kort nadat Ronnie Flex een hiphop versie van Omarm met de titel Omarm me. De single heeft in Nederland de platina status.

## Hitnoteringen
Het lied had bescheiden succes in Nederland. Het haalde de Top 40 niet, maar kwam wel tot de zevende plaats van de Single Top 100. Het stond zeventien weken in deze hitlijst.